# Ortsbauernführer

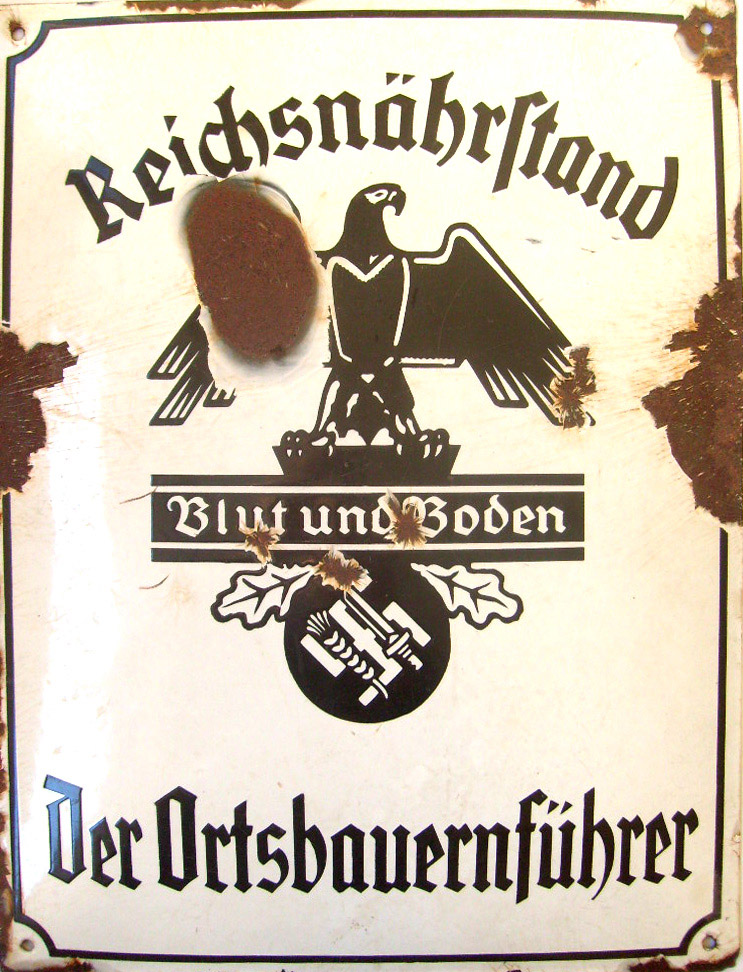
Plaque apposée pour indiquer le bureau d'un.

Un Ortsbauernführer (qui peut se traduire par « Guide des paysans locaux ») est le dirigeant de la plus petite unité au sein du Reichsnährstand, l'organisation agricole de l'Allemagne nazie. Il est à la tête de l'association agricole d'un Ortsbauernschaft, généralement un village ou une commune dans laquelle il réside lui-même. Un Ortsbauernführer ne dispose pas d'une structure administrative sous ses ordres mais doit traiter avec d'autres autorités parallèles comme les maires ou les représentants locaux du NSDAP. Ces représentants agricoles locaux n'ont d'ailleurs pas besoin d'être adhérents au parti.
L'Ortsbauernführer est donc tout en bas de la hiérarchie agricole nazie, ayant au-dessus de lui les responsables de district (Kreisbauernführer) et de Land (Landesbauernführer).